# Dummy (album)
Dummy è l'album d'esordio della band trip hop inglese Portishead, uscito nell'agosto del 1994. L'album è stato indicato come uno dei 500 migliori album della storia secondo la rivista Rolling Stone, dove compare al 419º posto.

## Accoglienza
L'album, considerato da numerosi critici uno dei dischi più influenti degli anni novanta, ha contribuito a definire lo stile musicale sviluppatosi a Bristol che prende il nome di trip hop: utilizzo di campionatori, scratch, organo Hammond, giri di chitarra tratti da colonne sonore cinematografiche degli anni sessanta, sintetizzatori moog e Rhodes. Sopra questi cupi e rallentati suoni "vintage" elaborati dal produttore Geoff Barrow e dal chitarrista Adrian Utley si impone la voce spettrale di Beth Gibbons.

## Brani
Alcuni brani dell'album sono stati ideati come colonna sonora del cortometraggio To Kill a Dead Man, realizzato dalla band come omaggio ai film di genere spionistico degli anni sessanta. Inoltre il brano Roads è stato utilizzato come sottofondo di alcuni spot pubblicitari della Alfa Romeo 159 a metà anni 2000.

## Tracce
1. Mysterons – 5:02
2. Sour Times – 4:11
3. Strangers – 3:55
4. It Could Be Sweet – 4:16
5. Wandering Star – 4:51
6. It's a Fire – 3:48 (presente nell'edizione nordamericana)
7. Numb – 3:54
8. Roads – 5:02
9. Pedestal – 3:39
10. Biscuit – 5:01
11. Glory Box - 5:06

## Crediti
Tutte le tracce vocali sono di Beth Gibbons. Tutti i brani sono stati prodotti dai Portishead con Adrian Utley; ingegnere del suono: Dave McDonald.
- Mysterons
  - Geoff Barrow – Rhodes piano
  - Clive Deamer – batteria
  - Adrian Utley – chitarra, Theremin e minimoog
- Sour Times
  - Geoff Barrow – programmazione
  - Neil Solman – piano Rhodes ed organo Hammond
  - Adrian Utley – chitarra
  - contiene campioni da "The Danube Incident" di Lalo Schifrin (Schifrin) e "Spin It Jig" di Smokey Brooks (Henry Brooks, Otis Turner).
- Strangers
  - Geoff Barrow – piano Rhodes
  - Clive Deamer – batteria
  - Adrian Utley – chitarra
  - contiene campioni da "Elegant People" dei Weather Report (Wayne Shorter).
- It Could Be Sweet
  - Geoff Barrow – Piano Rhodes
  - Richard Newell – batteria, programmazioni
- Wandering Star
  - Gary Baldwin – organo Hammond
  - Geoff Barrow – programmazioni
  - Clive Deamer – batteria
  - Adrian Utley – chitarra
  - contiene porzioni di "Magic Mountain" (Papa Dee Allen, Harold Ray Brown, Eric Burdon, B. B. Dickerson, Gerald Goldstein, Lonnie Jordan, Charles Miller, Lee Oskar, Howard Scott) suonata da Eric Burdon e i WAR.
- It's a Fire
  - Gary Baldwin – organo Hammond
  - Geoff Barrow – batteria
  - Adrian Utley – basso
- Numb
  - Gary Baldwin – organo Hammond
  - Geoff Barrow – programmazioni di batteria
  - Clive Deamer – batteria
  - Adrian Utley – basso
- Roads
  - Geoff Barrow – programmazioni ed arrangiamento degli archi
  - Clive Deamer – batteria
  - Dave McDonald –flauto
  - Neil Solman – Piano Rhodes
  - Strings Unlimited – violini
  - Adrian Utley – chitarra, basso, ed arrangiamento degli archi
- Pedestal
  - Geoff Barrow – programmazioni
  - Clive Deamer – batteria
  - Andy Hague – tromba
  - Adrian Utley – basso
- Biscuit
  - Geoff Barrow – Piano Rhodes
  - Clive Deamer – batteria
  - contiene campioni da "I'll Never Fall in Love Again" di Johnnie Ray (Burt Bacharach, Hal David).
- Glory Box
  - Geoff Barrow – programmazioni
  - Adrian Utley – chitarra ed organo Hammond
  - contiene campioni da "Ike's Rap II" di Isaac Hayes dall'album Black Moses.

## Formazione
- Beth Gibbons - voce
- Geoff Barrow - sintetizzatore, batteria, programmatore, arrangiatore
- Adrian Utley - chitarra, basso, Theremin, sintetizzatore, arrangiatore
- Andy Smith - DJ, turntable
- Dave McDonald - batteria, programmatore

## Classifiche
| Classifica (2021) | Posizione massima |
| ----------------- | ----------------- |
| Grecia            | 40                |